# Pampashjort
Pampashjort eller besoarhjort (Ozotoceros bezoarticus) är en art i familjen hjortdjur som förekommer i Sydamerika och placeras som ensam art i släktet Ozotoceros.

## Utseende
Med en kroppslängd (huvud och bål) mellan 110 och 140 cm, en svanslängd av 10 till 15 cm, en mankhöjd mellan 70 och 75 cm och en vikt mellan 25 och 40 kg är denna art tydlig mindre än kronhjorten och sumphjorten. Pälsen har på ovansidan en rödbrun till gulgrå färg och är på buken vitaktig. Arten har vanligen ett mörkare ansikte, men i motsats till sumphjorten inga svarta fläckar nedanför munnen. Pampashjorten har även smalare öron. Dessutom är svansen uppdelad i en brun ovansida och en vit undersida. Hannarnas horn slutar oftast i tre taggar på varje sida. 
Hannar tappar sina horn i augusti eller september (senvinter). De nya hornen är under sommaren (december) full utvecklade.
Arten har en kort och gles underull som kan saknas hos nordliga populationer samt täckhår som är på kroppens sidor omkring 2,5 cm långa. De blir lite längre på ryggens topp. Artens tandformel är I 0/3 C 0/1 P 3/3 M 3/3. Hos några exemplar finns även ett par övre hörntänder.

## Utbredning
Pampashjortens utbredningsområde ligger i Brasilien, Argentina, Uruguay och Paraguay. Omkring året 1900 levde arten i ett stort sammanhängande område i savannlandskapet Cerradon och i det angränsande slättlandet Pampas. Beståndet delades fram till 2010-talet i flera från varandra skilda populationer och den aktuella utbredningen motsvarar bara 1 procent av den ursprungliga utbredningen.
Arten har samma utbredningsområde som sumphjorten men föredrar savann med torr mark istället för träskmarker. Idag förekommer arten även på odlad mark.
I Argentina hittas pampashjorten även på saltrik marskland. Den når i bergstrakter 1000 meter över havet.

## Ekologi
Arten lever antingen ensam eller i små grupper med i genomsnitt fem individer. Är det god tillgång på föda förenas grupperna ibland till hjordar på upp till femtio djur. Dessa hjordar upplöses vid dagens slut.
Vanligtvis är pampashjortar aktiva på natten men i individer som känner sig säkra kan leta på dagen efter föda. En individ som känner sig hotad står orörligt i ett gömställe. När pampashjorten är synlig för inkräktaren springer den iväg med flera skutt och med svansens vita undersida upphöjd.
Hannar producerar en doftande vätska i körtlarna vid de bakre hovarna som andra artfränder kan igenkänna över 1,5 km avstånd. Lukten påminner om lök.
Exemplar som kan leva ostörd vilar och idisslar ofta på samma plats och växtligheten där pressas ihop. Hjorten lämnar sin avföring invid sovplatsen innan den ger sig iväg. Individerna stannar i ett begränsat område och utför inga längre vandringar.
Pampashjorten äter bland annat unga gröna växtskott samt blad från buskar och örter.
Under parningstiden förekommer strider mellan två eller flera hannar för rätten att para sig. Hannar markerar även buskar och andra växtdelar med vätska från huvudets körtlar. Under striden slår de med hornen och med framfötterna mot varandra. Å andra sidan har pampashjorten inget fast revir och hannar etablerar inte så kallade haremsgrupper. Efter dräktigheten som varar i cirka sju månader föder honan en unge som vid födelsen är prickig. De flesta ungar föds under våren (september till november på södra jordklotet). Före ungens födelse lämnar honan flocken och de lever en tid avskild från artfränder. Ungen börjar ungefär efter 6 veckor med fast föda och den stannar cirka ett år i moderns närhet. Ungefär samtidig blir ungen könsmogen. Individer i fångenskap leve lite längre än 21 år.

## Hot och status
Tidigare fanns pampashjortar i stort antal på grässtäppen i Argentina och Uruguay. Arten hade för de sydamerikanska indianerna en liknande roll som bisonoxe i Nordamerika. Efter att europeiska invandrare bosatte sig i regionen förlorade pampashjorten stora delar av sitt utbredningsområde. Pampashjortar jagades i stort antal för att skapa plats åt européernas får. Arten listas trots allt av IUCN som nära hotad (near threatened). Den på den argentinska pampas levande underarten Ozotoceros bezoarticus celer räknas som hotad, populationen av de andra underarterna, Ozotoceros bezoarticus leucogaster i Paraguay och Ozotoceros bezoarticus bezoarticus i Brasilien och Uruguay, är större.
Vuxna exemplar faller offer för frigående hundar och ungar dödas ibland av förvildade tamsvin. Dessutom fångas pampashjortens ungar för att hålla de som sällskapsdjur. Pampashjorten jagas även idag för köttets eller troféernas skull samt som sport.